# Condado de Berantevilla
El condado de Berantevilla, es un título nobiliario español, creado el 21 de agosto de 1624 por el rey Felipe IV, a favor de Enrique Zúñiga y Dávila. Su denominación hace referencia a Berantevilla (o Beranturi en euskera), municipio de la provincia de Álava.

## Historia de los condes de Berantevilla
- Enrique de Zúñiga y Dávila (ca. 1600-Madrid, 1658), I conde de Berantevilla, IV marqués de Mirabel y III marqués de Povar, a la muerte de su cuñada Jerónima de Guzmán.[1]

Se casó en 1630 con su prima hermana, Juana Dávila y Guzmán, hija de su tío, Enrique Dávila y Guzmán, I marqués de Povar, y su esposa Catalina Enríquez de Ribera. Le sucedió su hija:
- Francisca de Zúñiga y Dávila, II condesa de Berantevilla, V marquesa de Mirabel y IV marquesa de Povar.[1]

Se casó con José Pimentel y Zúñiga, caballero de la Orden de Calatrava y gentilhombre de cámara y mayordomo mayor del rey Carlos II, hijo de Juan Francisco Alonso Pimentel y Ponce de León (m. 1652), VIII conde de Luna y X conde de Mayorga, y de su segunda esposa, Antonia de Mendoza y Orense. Le sucedió su hijo:
- Manuel Pimentel y Zúñiga (Madrid, 2 de junio de 1665-ibidem, 28 de mayo de 1716), III conde de Berantevilla, VI marqués de Mirabel —títulos que cedió a su hermano menor «por incompatibilidad de mayorazgo»—, VI marqués de Povar, V marqués de Malpica y III conde de Navalmoral.[3] Le sucedió su hermano:

- Pedro de Zúñiga y Pimentel (1664-1743), IV conde de Berantevilla, VII marqués de Mirabel y caballero de la Orden de Santiago.[3]

Se casó con Juana Rosalea de la Cueva y de La Cueva, hija de Melchor Fernándezde la Cueva, IX duque de Alburquerque. Sin descendencia de este matrimonio. Tuvo un hijo natural con Magdalena Margarita Tellia que no sucedió en los títulos. Su hermano, Sebastián Pimentel y Zúñiga, casado con Isabel Luisa Zualart y Muñil, fue padre de José Joaquín Pimentel y Zualart, VII marqués de Povar, VI marqués de Malpica y IV conde de Navalmoral, casado con Josefa Joaquina Álvarez de Toledo Sarmiento y Palafox, V marquesa de Mancera, IV marquesa de Montalbo y V condesa de Gondomar.  Uno de los hijos de este matrimonio, que sería el sobrino nieto del IV conde de Berantevilla, sucedió en condado y en el marquesado de Mirabel.
- Serafín Pimentel y  Álvarez de Toledo (m. 25 de enero de 1799), V conde de Berantevilla, VIII marqués de Mirabel,  XIV duque de Medina de Rioseco[5] y XV conde de Melgar.[4]

Se casó el 9 de enero de 1793 con Ángela de Zúñiga Fernández de Córdoba y Pimentel. Sin descendencia. Le sucedió su sobrina, hija de su hermana María Petronila Pimentel y Álvarez de Toledo y de Manuel Alonso Fernández de Córdoba, V marqués de Fuentes, IV conde de Torralva, IV conde de Talhara y IV vizconde de las Torres.
- María de los Ángeles del Rosario Fernández de Córdoba y Pimentel, VI condesa de Berantevilla, IX marquesa de Mirabel, VII marquesa de Fuentes, VI condesa de Torralba, etc.  Por incompatibilidad de mayorazgos, cedió el marquesado de Mirabel y el condado de Berantevilla a su sobrino, hijo de su sobrina carnal María Petronila Alcántara Pimentel Cernesio y Guzmán y de su esposo Pedro de Alcántara Fernández de Córdoba[4] (1768-1789), XII duque de Medinaceli, VIII duque de Camiña, XI duque de Feria, X duque de Alcalá de los Gazules, XII duque de Segorbe, XIII duque de Cardona, etc.[6]

- Antonio María Fernández de Córdoba (Madrid, 7 de diciembre de 1769-8 de mayo de 1845), VII conde de Berantevilla, X marqués de Mirabel,[6][a] y caballero de la Orden de Santiago. Soltero y sin descendencia.[8] Le sucedió:

- Pedro de Alcántara Fernández de Córdoba y Álvarez de las Asturias-Bohorques (baut. Madrid, 8 de diciembre de 1819-30 de enero de 1883), VIII conde de Berantevilla, XI marqués de Mirabel, senador vitalicio desde 1861 hasta 1883.[9][10] Era hijo de Joaquín Fernández de Córdoba y Pacheco, VI duque de Arión,[11] VIII marqués de Mancera, X marqués de Malpica, VII marqués de Montalbo, XII marqués de Povar, etc. y de María de la Encarnación Francisca de Asís Álvarez de las Asturias-Bohórques y Chacón.[11][12]

Se casó el 24 de octubre de 1858 con Matilde de Carandolet y Donado (m. 19 de enero de 1864), hija de Luis Carondelet Castaños, II duque de Bailén y María Gertrudis Donado García. Le sucedió su hija:
- María de la Encarnación Fernández de Córdoba y Carondolet (13 de marzo de 1862-31 de mayo de 1923),[13] IX condesa de Berantevilla, XII marquesa de Mirabel y IV duquesa de Bailén.[14]

Contrajo matrimonio el 20 de mayo de 1882 con Manuel María González de Castejón y Elio.  Sin descendencia. Le sucedió su sobrino nieto:
- Joaquín Fernando Fernández de Córdoba y Osma (Biarritz, 21 de septiembre de 1870-Madrid, 19 de noviembre de 1957), X conde de Berantevilla,[15] II y IV marqués de Griñón,[16] VIII duque de Arión,[11], II conde de Santa Isabel, grande de España,[17] II duque de Cánovas del Castillo,[18] XI marqués de Mancera, XV marqués de Povar, XI marqués de Malpica, X marqués de Valero (por rehabilitación en 1925), II marqués de la Puente,[19] II marqués de Cubas y II marqués de Alboloduy.

Se casó en 1905 en San Sebastián con María de la Luz Mariátegui y Pérez de Barradas, III marquesa de Bay. Cedió el título a su nieta:
- María del Rocío Falcó y Fernández de Córdoba (1932-1990), XI condesa de Berantevilla.[20]

Le sucedió:
- Hilda Joaquina Fernández de Córdoba y Mariátegui (Madrid, 24 de abril de 1908-1 de julio de 1998), XII condesa de Berantevilla,[21] XIII marquesa de Mirabel[22][23] y III condesa de Santa Isabel.[24] Era hija de Joaquín Fernando Fernández de Córdoba y Osma, X conde de Berantevilla.

Se casó en Madrid el 16 de julio de 1928 con Manuel Falcó y Escandón (París, 2 de septiembre de 1892-ibidem, 28 de julio de 1975), XI marqués de Castel-Moncayo, IX duque de Montellano, X marqués de Pons y VII conde de Villanueva de las Achas.
- Joaquín Fernández de Córdova y Hohenlohe-Langenburg (n. en 1961),  XIII conde de Berantevilla,[26] XVIII marqués de Povar, X duque de Arión,[11] XIII marqués de Malpica, hijo de Gonzalo Fernández de Córdoba y Larios y de Beatriz de Hohenlohe Langenburg.[11]